# Léon Harmel
Léon-Pierre-Louis Harmel (Neuville-les Wasigny, 1829 – Nizza, 25 novembre 1915) è stato un imprenditore francese, quartogenito di Jaques-Joseph e Alexandrine Tranchart, entrambi di famiglia profondamente cristiana.
Ereditata la filatoria del padre, precorse i tempi facendo appello allo spirito di iniziativa e alla cooperazione degli operai. Istituì nei suoi stabilimenti di Val de Bois una Cassa di assegni famigliari, una Cassa mutua assistenziale, un Centro di studi sociali e un Consiglio di fabbrica. Costruì un villaggio operaio nel quale un'organizzazione democratica di tipo cooperativo assicurava ai lavoratori un'assistenza religiosa, intellettuale e materiale, affiatandoli con l'ambiente di lavoro e risvegliando il loro senso di responsabilità.
Nel 1860 si iscrisse al Terz'Ordine francescano e nel 1869 fondò nel suo oratorio l'Associazione delle vittime volontarie per la conversione del mondo operaio. Chiamato dai suoi operai "bon père", fu in ottimi rapporti con il pontefice Leone XIII, che lo nominò suo cameriere segreto e lo insignì del titolo di Cavaliere di san Gregorio.
Fu promotore della Prima commissione di studi di Val de Bois del luglio 1883, seguita poi dai vari congressi del Terz'Ordine francescano.
Ritiratosi nei suoi ultimi anni a Nizza, si ammalò di polmonite e morì il 25 novembre 1915.